# 鹿島レインボーズ
鹿島レインボーズ（かしまレインボーズ）は、茨城県鹿嶋市に本拠地を置き、日本野球連盟に加盟している社会人野球のクラブチームである。

## 概要
1996年1月、社会人野球のクラブチーム『鹿島レインボーズ』として創部。同年は創部1年目ながら全日本クラブ野球選手権大会で初出場・初優勝を達成した。2004年のクラブ選手権では準決勝まで進出している。
日本製鉄鹿島およびその前身チームとの直接的なつながりはないが、同チームを戦力外になって移籍してきた選手が多数在籍しており、同チームが都市対抗野球予選に出場する際のパンフレットにも自チームの他に鹿島レインボーズが強調表示されるなど、実質的には兄弟チームのような扱いとなっている。近年は企業チームＯＢの在籍より、近隣大学や高校の硬式野球を継続したい選手を集めて【仕事に全力！野球に全力！】をチーム理念として活動している。